# BBC倫敦

播出地區

BBC倫敦（英語：BBC London）是英國廣播公司（BBC）在倫敦及其附近地區提供地方廣播、電視、圖文電視和網絡服務。其播出的主要電視節目有每日播出的BBC倫敦新聞和每週播出一次的禮拜日政治（Sunday Politics）。BBC倫敦在倫敦地區的廣播頻率則是94.9。BBC倫敦的總部位於BBC廣播大樓的東側擴建部分。